# Alimmainen Latvalampi
Alimmainen Latvalampi en sjö i Latvalammit som är sjöar i Finland. De ligger i kommunen Suomussalmi i landskapet Kajanaland, i den nordöstra delen av landet, 600 km norr om huvudstaden Helsingfors. Alimmainen Latvalampi ligger 228 meter över havet. Arean är 4,9 hektar och strandlinjen är 1,44 kilometer lång. Sjön  ingår i Uleälvens huvudavrinningsområde. 